# 阿提姆·波奇塔列夫
阿提姆·波奇塔列夫（Artem Pochtarev，1993年7月24日—），烏克蘭男子羽毛球運動員。

## 簡歷
2013年8月，阿提姆·波奇塔列夫參加中國廣州舉行的世界羽毛球錦標賽，與根纳季·纳塔罗夫出戰男子雙打項目，在首圈就以1比2（22-20、19-21、15-21）負於菲律賓的罗内尔·埃斯塔尼斯劳/保罗·杰斐逊·维瓦斯出局。
2015年8月，波奇塔列夫參加印尼雅加達舉行的世界羽毛球錦標賽，出戰男子單打項目，首圈就以0比2（11-21、11-21）不敵日本的佐佐木翔出局。
2017年8月，波奇塔列夫參加蘇格蘭格拉斯哥舉行的世界羽毛球錦標賽，出戰男子單打項目，首圈就以1比2（21-8、13-21、13-21）不敵馬來西亞的祖尔法里·祖基菲里出局。

## 主要比賽成績
只列出曾進入準決賽的國際賽事成績：
| 年份   | 賽事                   | 公開賽級別 | 項目     | 搭檔                  | 成績   |
| ------ | ---------------------- | ---------- | -------- | --------------------- | ------ |
| 2011年 | 波蘭羽毛球國際賽       | 國際挑戰賽 | 男子雙打 | 根纳季·纳塔罗夫       | 準決賽 |
| 2011年 | 立陶宛羽毛球公開賽     | 國際系列賽 | 男子雙打 | 根纳季·纳塔罗夫       | 準決賽 |
| 2011年 | 歐洲青年羽毛球錦標賽   | 其他       | 混合團體 | －                    | 準決賽 |
| 2011年 | 斯洛伐克羽毛球公開賽   | 國際系列賽 | 男子單打 | －                    | 準決賽 |
| 2011年 | 斯洛伐克羽毛球公開賽   | 國際系列賽 | 男子雙打 | 根纳季·纳塔罗夫       | 準決賽 |
| 2012年 | 保加利亞羽毛球公開賽   | 國際系列賽 | 男子雙打 | 根纳季·纳塔罗夫       | 準決賽 |
| 2012年 | 白夜羽毛球賽           | 國際挑戰賽 | 男子單打 | －                    | 準決賽 |
| 2012年 | 白夜羽毛球賽           | 國際挑戰賽 | 男子雙打 | 根纳季·纳塔罗夫       | 準決賽 |
| 2013年 | 保加利亞羽毛球國際賽   | 國際挑戰賽 | 男子雙打 | 瓦列里·阿特拉什琴科夫 | 準決賽 |
| 2014年 | 保加利亞羽毛球公開賽   | 國際系列賽 | 男子單打 | －                    | 準決賽 |
| 2014年 | 哈爾科夫羽毛球國際賽   | 國際挑戰賽 | 男子雙打 | 根纳季·纳塔罗夫       | 冠軍   |
| 2014年 | 哈爾科夫羽毛球國際賽   | 國際挑戰賽 | 混合雙打 | 埃琳娜·普鲁斯         | 冠軍   |
| 2014年 | 以色列夏瑣羽毛球國際賽 | 國際系列賽 | 男子單打 | －                    | 冠軍   |
| 2014年 | 以色列夏瑣羽毛球國際賽 | 國際系列賽 | 男子雙打 | 根纳季·纳塔罗夫       | 冠軍   |
| 2014年 | 芬蘭羽毛球國際賽       | 國際系列賽 | 男子雙打 | 根纳季·纳塔罗夫       | 準決賽 |
| 2014年 | 意大利羽毛球國際賽     | 國際挑戰賽 | 男子單打 | －                    | 準決賽 |
| 2015年 | 斯洛文尼亞羽毛球國際賽 | 國際系列賽 | 男子單打 | －                    | 準決賽 |
| 2015年 | 白夜羽毛球賽           | 國際挑戰賽 | 男子單打 | －                    | 準決賽 |
| 2015年 | 瑞士羽毛球國際賽       | 國際挑戰賽 | 男子單打 | －                    | 準決賽 |
| 2015年 | 墨西哥城羽毛球大獎賽   | 大獎賽     | 男子單打 | －                    | 準決賽 |
| 2016年 | 瑞士羽毛球國際賽       | 國際系列賽 | 男子單打 | －                    | 亞軍   |
| 2017年 | 波蘭羽毛球國際賽       | 國際系列賽 | 男子單打 | －                    | 準決賽 |
| 2018年 | 哈爾科夫羽毛球國際賽   | 國際挑戰賽 | 男子單打 | －                    | 準決賽 |

| 2007-2017年 | 首要超級賽 | 超級賽 | 黃金大獎賽 | 大獎賽 | 國際挑戰賽 | 國際系列賽 | 未來系列賽 | 其他 |

| 2018-2026年 | 總決賽 | 超級1000賽 | 超級750賽 | 超級500賽 | 超級300賽 | 超級100賽 | 國際挑戰賽 | 國際系列賽 | 未來系列賽 | 其他 |

### 奧運會和世錦賽參賽紀錄
|          | 搭檔            | 2013 | 2014 | 2015 | 2016       | 2017 | 2018 | 2019 | 2020       |
| -------- | --------------- | ---- | ---- | ---- | ---------- | ---- | ---- | ---- | ---------- |
| 男子單打 | －              | －   | －   | 64強 | 小組第三名 | 64強 | 64強 | 32強 | 小組第三名 |
|          |                 |      |      |      |            |      |      |      |            |
| 男子雙打 | 根纳季·纳塔罗夫 | 48強 | －   | －   | －         | －   | －   | －   | －         |